# Rob Hodes
Robert Hodes, plus connu sous le nom de Rob Hodes, né le 17 janvier 1961 à Montréal au Canada, est le Directeur général de Cost Containment Group. Il est également un gentleman driver participant à des épreuves d'endurance au volant de voitures de Sport-prototype dans des championnats tels que le WeatherTech SportsCar Championship, l'IMSA Prototype Challenge, l'European Le Mans Series, l'Asian Le Mans Series et la Michelin Le Mans Cup.

## Carrière
En fin 2019, après avoir passé sa première saison avec l'écurie anglo/américaine United Autosports dans le championnat Michelin Le Mans Cup, Rob Hodes participe avec l'écurie britannique Nielsen Racing au championnat Asian Le Mans Series dans la catégorie LMP3 avec comme coéquipiers le pilote américain Charles Crews et le pilote canadien Garett Grist.

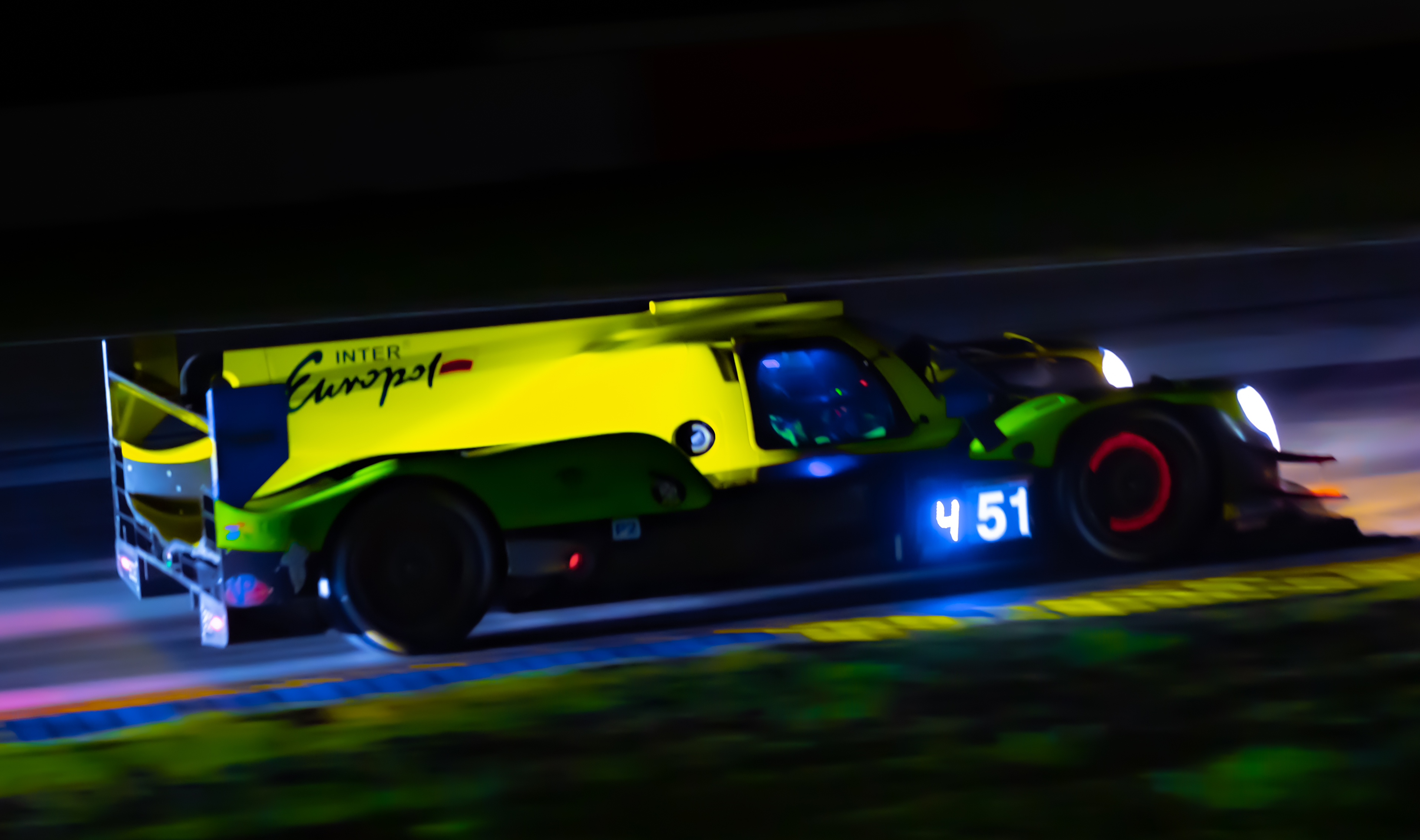
l'Oreca 07 de l'écurie polonaise Inter Europol Competition lors du Petit Le Mans

En 2020, Rob Hodes poursuit son expérience avec l'écurie britannique Nielsen Racing en s'engageant dans le championnat European Le Mans Series dans la catégorie LMP3, avec comme coéquipiers le même équipage qu'en Asian Le Mans Series 2019, c'est-à-dire Charles Crews et Garett Grist. Il agrémente sa saison par une participation à une épreuve du championnat américain WeatherTech SportsCar Championship en concourant au Petit Le Mans avec l'écurie polonaise Inter Europol Competition au volant d'une Oreca 07 dans la catégorie LMP2. Il a comme coéquipier le pilote américain Austin McCusker et le pilote polonais Jakub Śmiechowski.

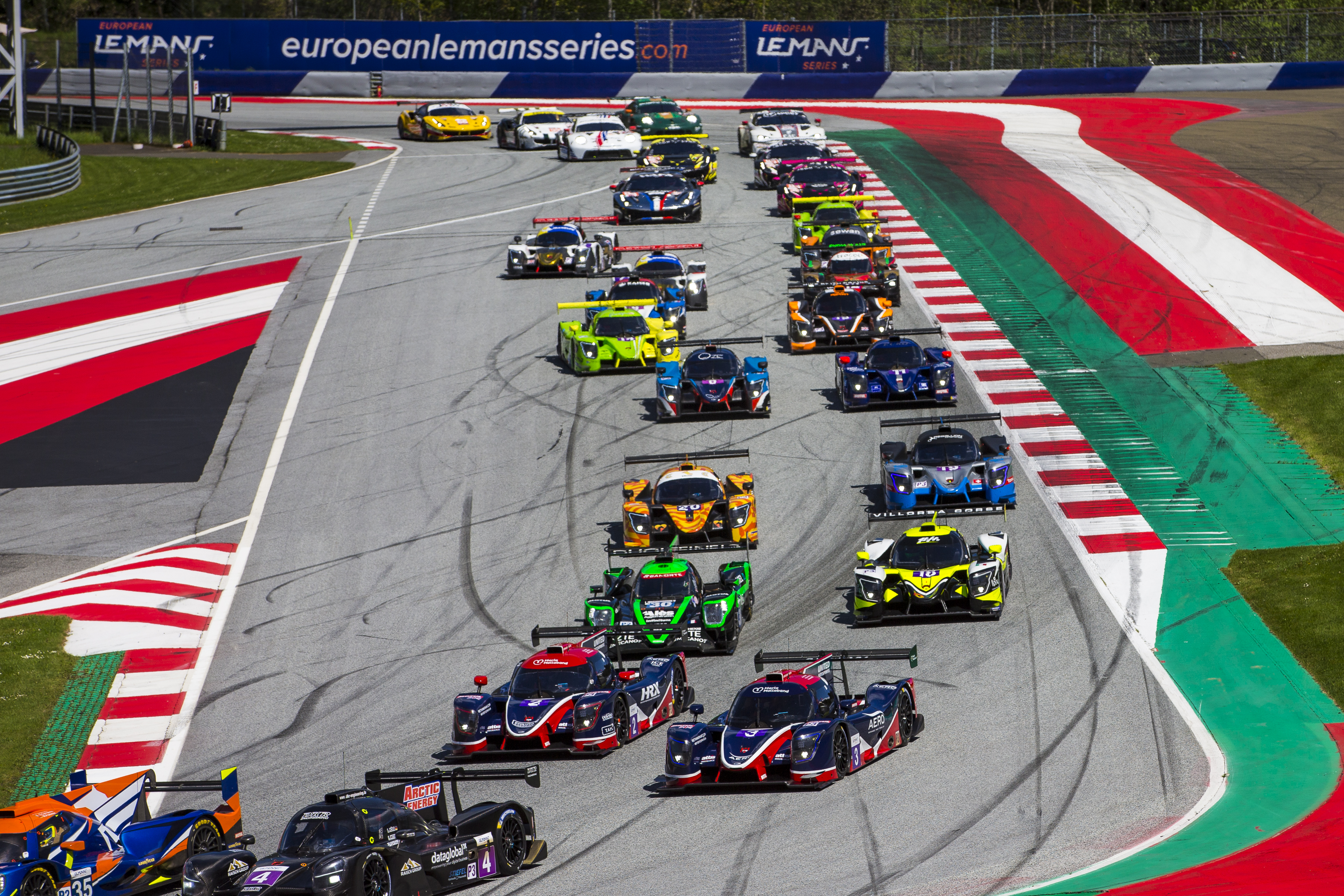
La Ligier JS P320 de l'écurie poloaise Team Virage lors du départ des 4 Heures du Red Bull Ring

En 2021, Rob Hodes continue son expérience dans le championnat WeatherTech SportsCar Championship en participant de nouveau à une course. C'est avec l'écurie américaine DragonSpeed USA qu'il participe aussi aux 24 Heures de Daytona au volant d'une Oreca 07 dans la catégorie LMP2 avec comme coéquipiers le pilote canadien Ben Hanley, le pilote néerlandais Rinus VeeKay et le pilote britannique Ben Hanley. À la suite de cela, il se lance dans une nouvelle participation dans le championnat European Le Mans Series dans la catégorie LMP3 mais cette fois ci, avec l'écurie polonaise Team Virage. Il a comme coéquipiers le pilote américain Charles Crews et de nouveau le pilote canadien Garett Grist, et pilote une Ligier JS P320. Pour la dernière course de la saison, les 4 Heures de Portimão, ses deux coéquipiers sont remplacés par le suisse Alex Fontana et le propriétaire de l'écurie Team Virage, le pilote français Julien Gerbi.
En 2022, Rob Hodes, avec l'écurie polonaise Team Virage qu'il avait rejoint la saison précédente, poursuit sa participation dans le championnat European Le Mans Series en concourant cette fois ci dans la catégorie LMP2 Pro/Am de cette compétition, au volant d'une Oreca 07 soutenue techniquement par l'écurie anglaise Jota. Il a comme coéquipiers l'expérimenté pilote français Gabriel Aubry et le pilote malaisien Jazeman Jaafar, qui est remplacé en fin de saison par le pilote guatémaltèque Ian Rodríguez (en),.
En 2023, Rob Hodes s'engage de nouveau dans le championnat European Le Mans Series dans la catégorie LMP2 Pro/Am au volant d'une Oreca 07 avec l'écurie polonaise Team Virage qu'il fréquente alors depuis deux saisons. Il a comme coéquipiers Ian Rodríguez (en), avec qui il partageait déjà un volant la saison passée, et la pilote colombienne Tatiana Calderón. Lors de la session réservée aux pilotes Bronze de la première course de la saison, les 4 Heures de Barcelone, il est victime d'un accident où il se casse deux cotes. Il est alors remplacé par le pilote danois Dennis Andersen et met fin à sa saison sportive.

## Palmarès

### Résultats aux24 Heures de Daytona
| Année | Écurie              | Copilotes                            | Voiture  | Classe | Tours | Pos. | Class Pos. |
| ----- | ------------------- | ------------------------------------ | -------- | ------ | ----- | ---- | ---------- |
| 2021  | DragonSpeed USA LLC | Garett Grist Ben Hanley Rinus VeeKay | Oreca 07 | LMP2   | 53    | Abd. | Abd.       |

### Résultats enWeatherTech SportsCar Championship
| Année | Écurie                    | Châssis  | Moteur                     | Classe | 1   | 2    | 3   | 4   | 5     | 6   | 7   | 8   | Position | Points |
| ----- | ------------------------- | -------- | -------------------------- | ------ | --- | ---- | --- | --- | ----- | --- | --- | --- | -------- | ------ |
| 2020  | Inter Europol Competition | Oreca 07 | Gibson GK428 4,2 l V8 Atmo | LMP2   | DAY | SEB  | ELK | ATL | ATL 3 | LGA | SEB |     |          | 0      |
| 2021  | DragonSpeed USA           | Oreca 07 | Gibson GK428 4,2 L V8 Atmo | LMP2   | DAY | DAY  | SEB | WGL | WGL   | ELK | LGA | ATL |          | 0      |
| 2021  | DragonSpeed USA           | Oreca 07 | Gibson GK428 4,2 L V8 Atmo | LMP2   | Q 5 | R 10 | SEB | WGL | WGL   | ELK | LGA | ATL |          | 0      |

### Résultats enEuropean Le Mans Series
| Année | Écurie         | Châssis            | Moteur                     | Classe | 1         | 2        | 3       | 4     | 5     | 6       | Position | Points |
| ----- | -------------- | ------------------ | -------------------------- | ------ | --------- | -------- | ------- | ----- | ----- | ------- | -------- | ------ |
| 2020  | Nielsen Racing | Duqueine M30 – D08 | Nissan VK56 5,6 l V8 Atmo  | LMP3   | LEC 8     | SPA Abd. | LEC 5   | MON 6 | POR 5 |         | 13e      | 32     |
| 2021  | Team Virage    | Ligier JS P320     | Nissan VK56 5,6 l V8 Atmo  | LMP3   | BAR 7     | RBR Nc.  | LEC Nc. | MON 5 | SPA 5 | POR 11  | 11e      | 27     |
| 2022  | Team Virage    | Oreca 07           | Gibson GK428 4,2 l V8 Atmo | LMP2   | LEC 5     | IMO Abd. | MON 6   | BAR 6 | SPA 6 | POR Nc. | 7e       | 34     |
| 2023  | Team Virage    | Oreca 07           | Gibson GK428 4,2 l V8 Atmo | LMP2   | CAT Forf. | LEC      | ARA     | SPA   | ALG   | POR     |          |        |

* Saison en cours.

### Résultats enAsian Le Mans Series
| Année     | Écurie         | Châssis   | Moteur                      | Classe | 1     | 2        | 3     | 4     | Position | Points |
| --------- | -------------- | --------- | --------------------------- | ------ | ----- | -------- | ----- | ----- | -------- | ------ |
| 2019-2020 | Nielsen Racing | Norma M30 | Nissan VK50VE 5,0 l V8 Atmo | LMP3   | SHA 6 | BEN Abd. | SEP 2 | CHA 5 | 6e       | 37     |

### Résultats enMichelin Le Mans Cup
| Année | Écurie            | Châssis            | Moteur                      | Classe | 1      | 2        | 3      | 4     | 5        | 6     | 7        | Position | Points |
| ----- | ----------------- | ------------------ | --------------------------- | ------ | ------ | -------- | ------ | ----- | -------- | ----- | -------- | -------- | ------ |
| 2019  | United Autosports | Ligier JS P3       | Nissan VK50VE 5,0 l V8 Atmo | LMP3   | LEC 14 | MON 12   | LMS 15 | LMS 9 | BAR Abd. | SPA 8 | POR 8    | 19e      | 12,5   |
| 2020  | Nielsen Racing    | Duqueine M30 – D08 | Nissan VK56 5,6 l V8 Atmo   | LMP3   | RIC 9  | SPA 9    | LEC 7  | LMS 9 | LMS 9    | MON 4 | POR Abd. | 12e      | 24     |
| 2021  | Team Virage       | Ligier JS P320     | Nissan VK56 5,6 l V8 Atmo   | LMP3   | BAR 4  | LEC Abd. | MON 6  | LMS 8 | LMS 3    | SPA 8 | POR 18   | 10e      | 33,5   |
| 2022  | Team Virage       | Ligier JS P320     | Nissan VK56 5,6 l V8 Atmo   | LMP3   | BAR    | IMO      | LMS    | LMS   | MON      | SPA   | POR      | *        | *      |

* Saison en cours.